# Fréchendets
Fréchendets ist eine französische Gemeinde mit 31 Einwohnern (Stand 1. Januar 2022) im Département Hautes-Pyrénées in der Region Okzitanien (vor 2016: Midi-Pyrénées). Sie gehört zum Arrondissement Bagnères-de-Bigorre und zum Kanton La Vallée de l’Arros et des Baïses.
Die Einwohner werden Fréchendetois und Fréchendetoises genannt.

## Geographie
Fréchendets liegt in den Pyrenäen, circa sieben Kilometer östlich von Bagnères-de-Bigorre in der historischen Vizegrafschaft Nébouzan.
Umgeben wird Fréchendets von den sechs Nachbargemeinden:
|        | Esconnets                                   |        |
| Lies   | Kompassrose, die auf Nachbargemeinden zeigt | Escots |
| Marsas | Banios                                      | Asque  |

## Einwohnerentwicklung
Nach Beginn der Aufzeichnungen stieg die Einwohnerzahl bis zur Mitte des 19. Jahrhunderts auf einen Höchststand von rund 195. In der Folgezeit sank die Größe der Gemeinde bei zwischenzeitlichen Erholungsphasen bis zu den 1990er Jahren auf rund 15 Einwohner, bevor eine Phase mit leichtem Wachstum einsetzte, das sie auf ein Niveau von rund 30 Einwohnern hob.
| Jahr      | 1962 | 1968 | 1975 | 1982 | 1990 | 1999 | 2006 | 2011 | 2022 |
| --------- | ---- | ---- | ---- | ---- | ---- | ---- | ---- | ---- | ---- |
| Einwohner | 46   | 34   | 27   | 25   | 14   | 21   | 30   | 33   | 31   |

## Sehenswürdigkeiten
- Pfarrkirche Saint-Pierre aus dem 18. Jahrhundert

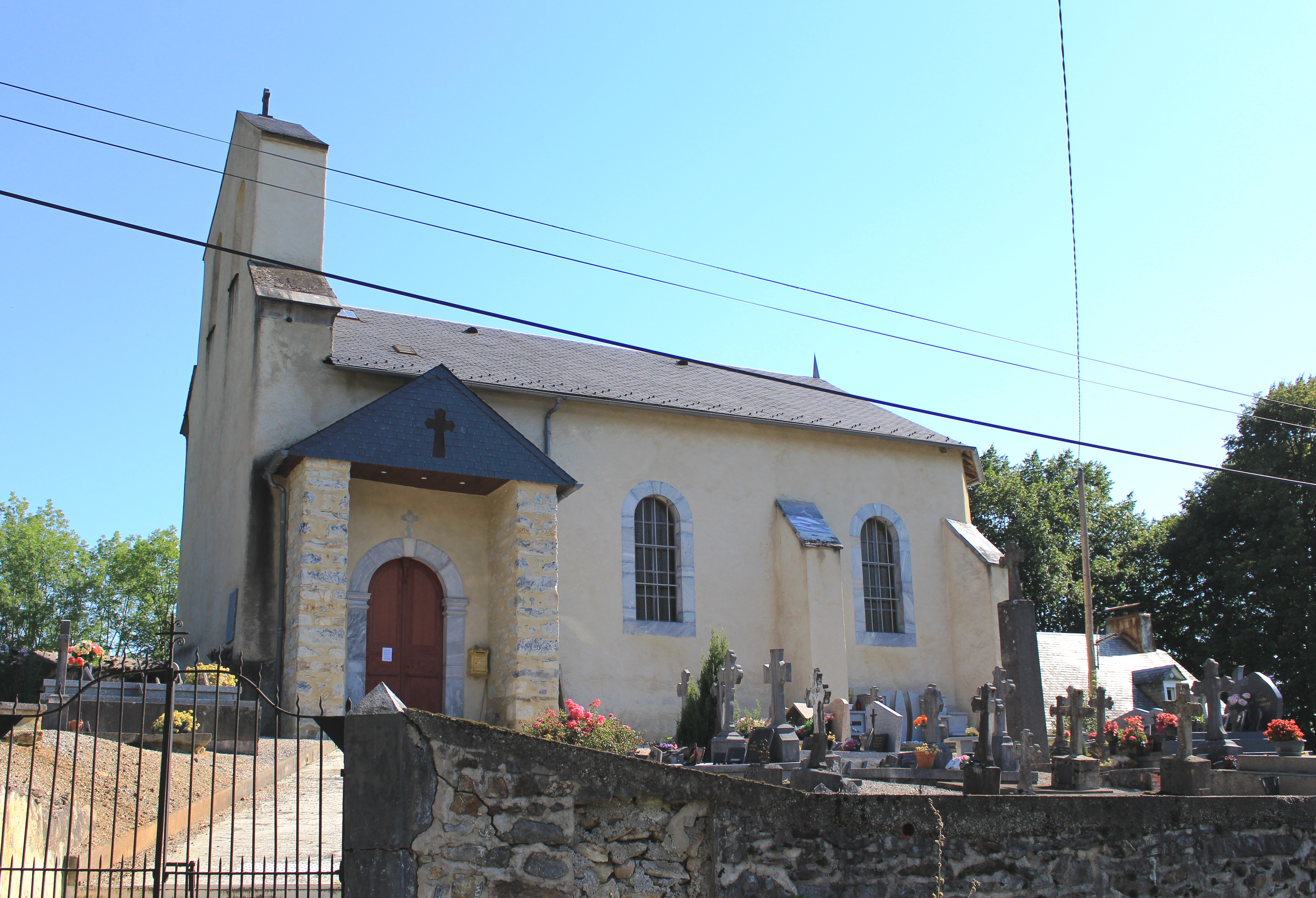
Kirche Saint-Pierre
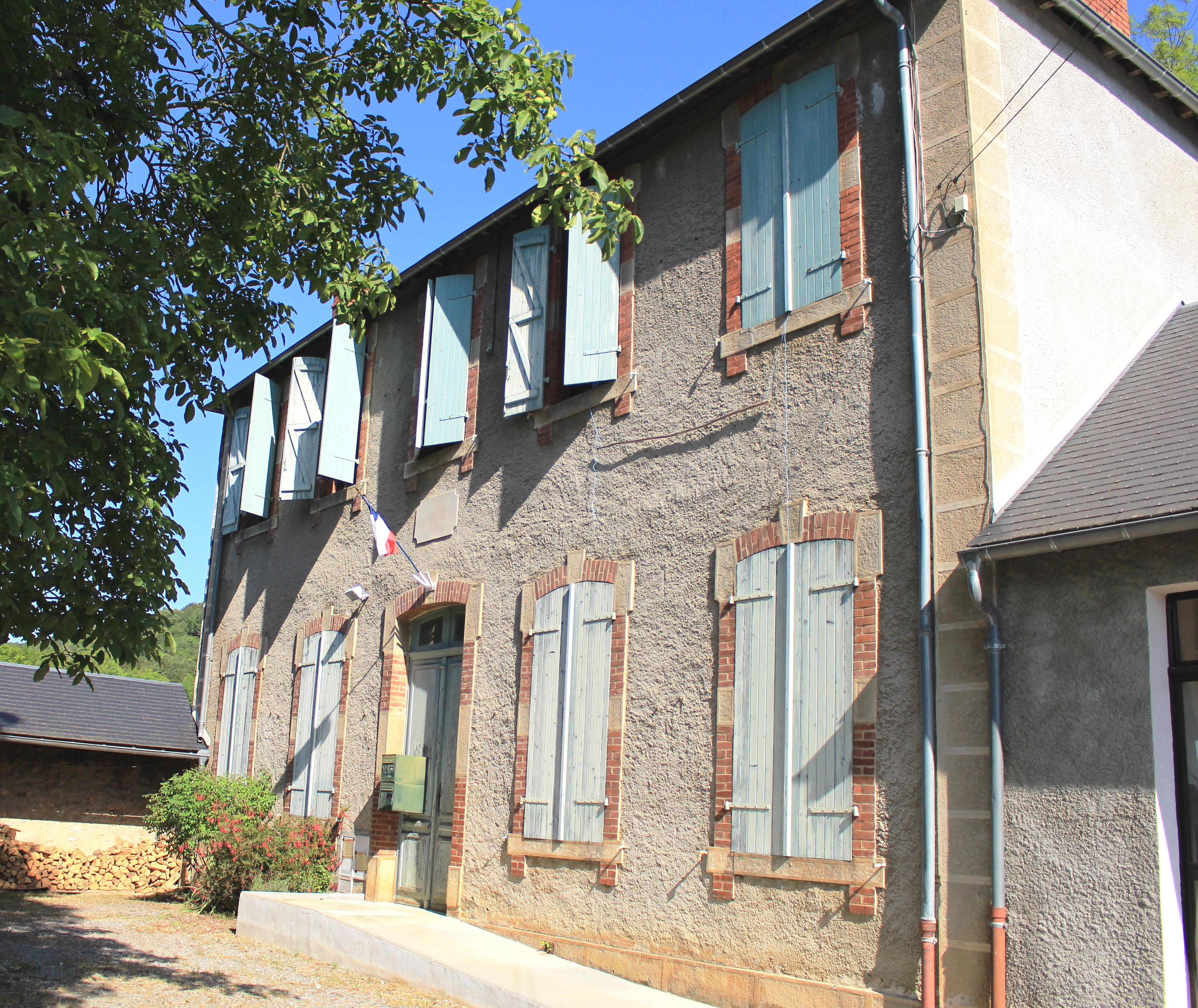
Rathaus (mairie)
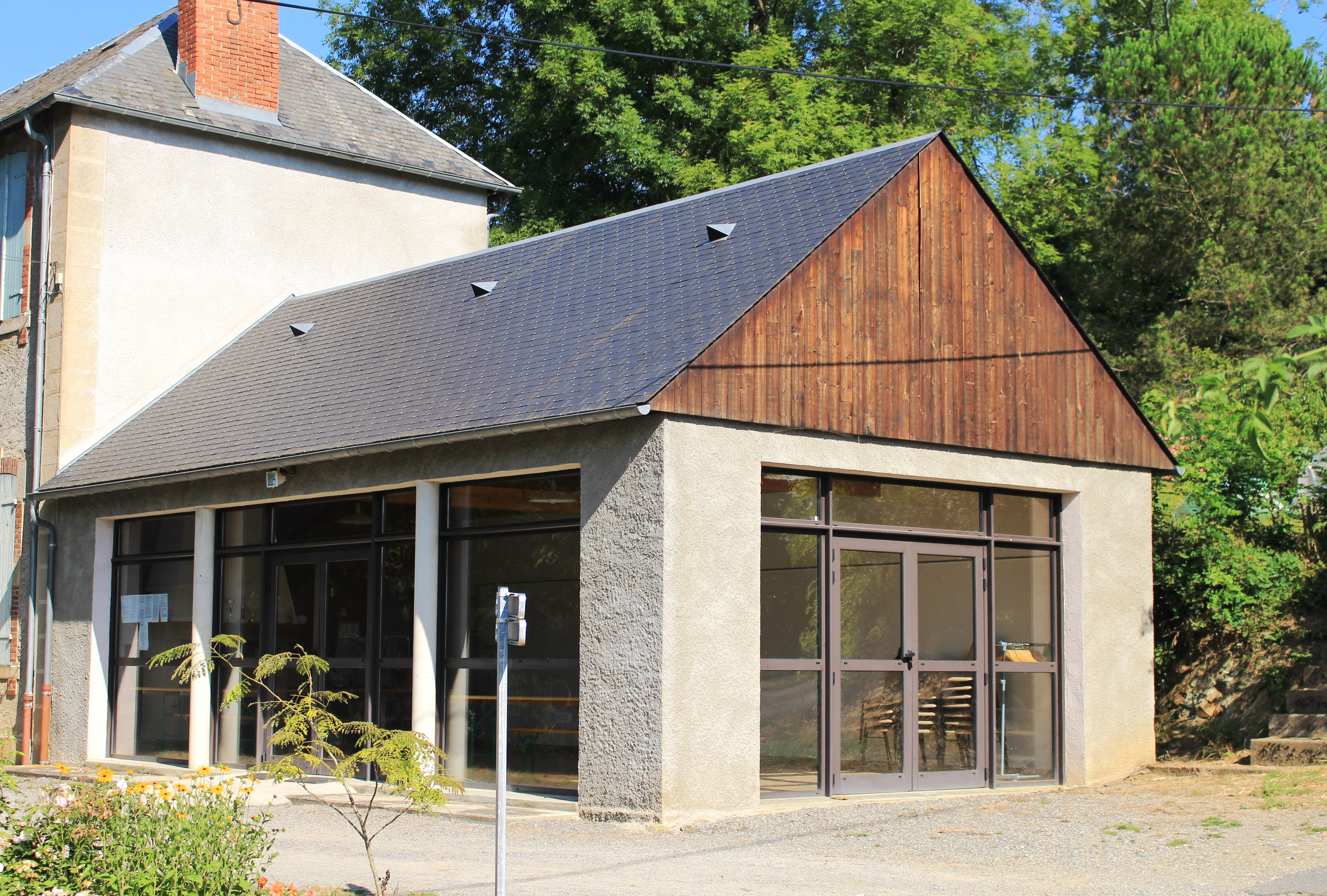
Gemeindefesthalle
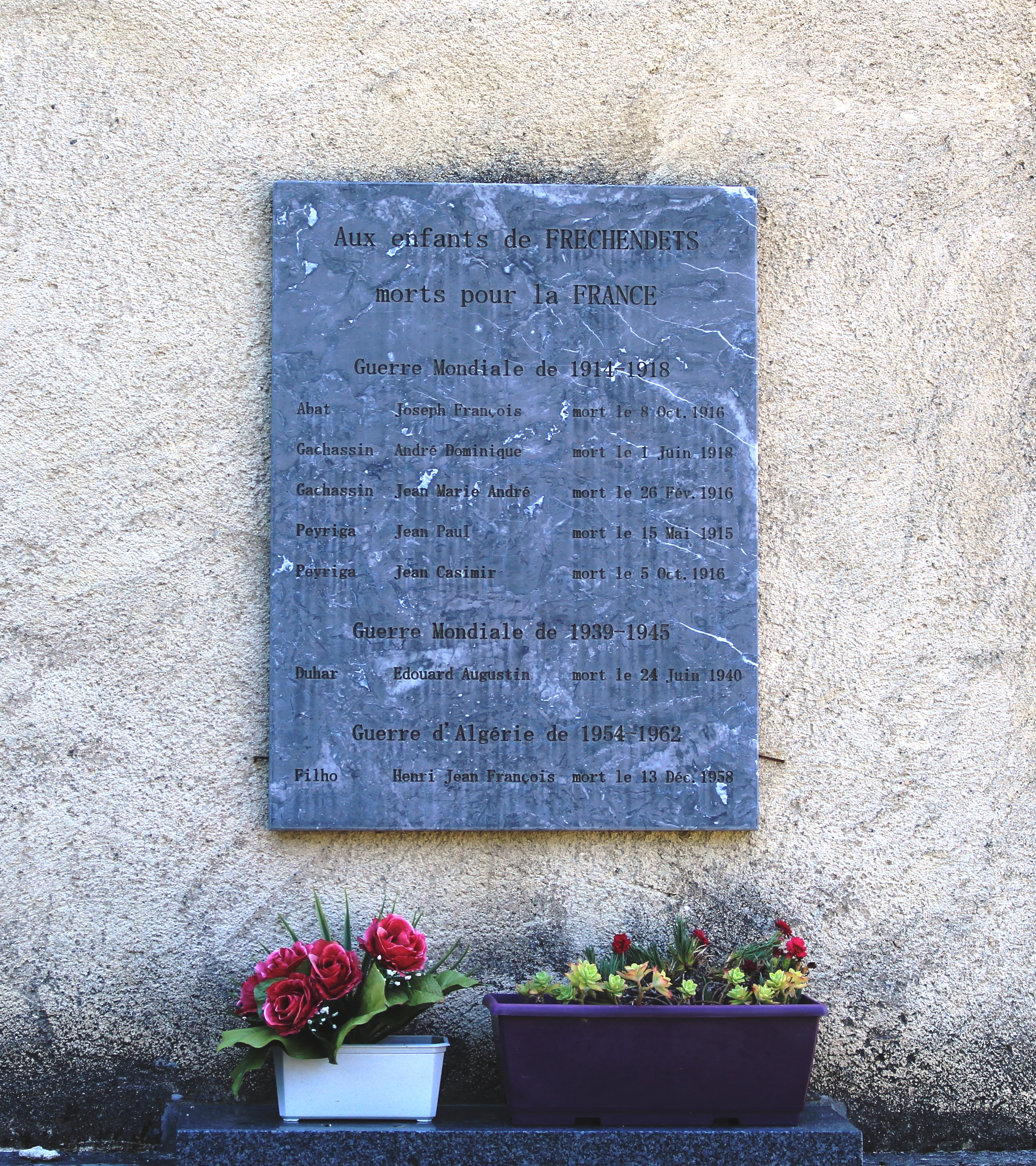
Gefallenendenkmal

## Wirtschaft und Infrastruktur
Fréchendets liegt in den Zonen AOC der Schweinerasse Porc noir de Bigorre und des Schinkens Jambon noir de Bigorre.

### Verkehr
Fréchendets ist über die Routes départementales 26, 84 und 684 erreichbar.